# Тробриан
Острови Тробриан или Тробриандски острови (на английски: Trobriand Islands) е архипелаг от коралови острови в Соломоново море, владение на Папуа Нова Гвинея, част от провинция Милн Бей. По-голямата част от местното население (около 12 000 души) живеят на най – големия от островите – Кириуина, на който също се намира правителствената станция.

## География
Тробриандските острови включват четири главни острова – Кириуина, Кайлеуна, Вакута и Китава. Остров Кириуина е най – големият остров от архипелага с дължина от 43 километра. През 80-те години на миналия век, на острова е имало около шест селища, с население от около 12 хиляди души. Остров Кириуина е и с най-висока надморска височина, в сравнение с останалите острови, който представляват ниски коралови атоли.

## Население
Местното население предимно се занимава със земеделие и градинарство. Социалната организация на острова е матриархална като водеща роля изпълняват жените. Ежегодно местните участват в регионални състезания по размяна на мидени черупки, наречени kula.
Въпреки че, разбиранията за модерната медицина и репродукция са добре познати на населението на Тробриандските острови, местните все още съхраняват своите традиции и обичаи, които в много случаи не намират еквивалент. Полският антрополог и етнолог, Бронислав Малиновски, посвещава дълги години в изследване на Тробриандските острови. Най-известното произведение на Малиновски е Аргонавти на Западния Пасифик (Argonauts of the Western Pacific), където са описани особените търговски взаимоотношения kula („кула“) и сексуалността, ритуалите, религиозните практики, както и социалните структури в племената на островите.

## Език
Езикът на населението на Тробриандските острови е Kilivila, който е част от Австралонезийските езици, но в отделните племена съществуват други различни диалектни форми.

## Валута
Интересен е фактът, че населението на Тробриандските острови използва Ям като обменна валута, което е вид зеленчук. Разбира се, посетителите на острова винаги могат да използват пари.

## История
Първите европейци посетили Тробриандските острови са пътувал с френския кораб Espérance през 1793 г. Навигаторът на кораба – Bruni d'Entrecasteaux, кръщава островите по името на своя пръв лейтенант – Денис де Тробрианд. Първият антрополог, който изучавал местното население бил Селигман, чиято изследователска дейност била продължена от неговия ученик, Бронислав Малиновски, който посетил островите по време на Първата световна война. Сега Тробриандските острови принадлежат към Папуа Нова Гвинея, която е островна държава, член на Британската общност.